# 格洛克44手槍
格洛克44是由奧地利格洛克公司設計及生產的緊湊型半自動手槍，發射.22 LR，標準彈匣為10發。

## 歷史
.22 LR口徑在民間一直是非常熱門的入門射擊訓練及休閒射擊用口徑，唯格洛克手槍一直只有不甚可靠的.22 LR改裝套件可用。
因此格洛克回應民間意見，花費3年研發格洛克44。由於.22 LR彈藥的不一致性，格洛克總共使用了不少於141種、合計1,200,000發.22 LR在攝氏-40到50度，相對濕度90%的環境下進行射擊測試，以保證格洛克44的可靠性能達到格洛克的標準。
並於2019年12月10日，以格洛克19為基礎推出格洛克44，並於2020年1月20日發售，以其439美元的售價瞄準入門、運動及休閒射擊市場，相比之下使用.22改裝套件的格洛克19價錢約為550（手槍）+350（改裝套件）美元。
為壓低售價吸引射擊訓練市場，在美國銷售的格洛克44將會完全在美國生產，以省除運送費用。

## 設計
格洛克44使用與格洛克19同尺寸的底把，並擁有相同長度的滑套與槍管。由於格洛克44在推出時零件已為第五代水平，因此滑套上沒有特別標明為「Gen5」。格洛克44的設計已跟其他現時生產的第五代格洛克手槍看齊，包括移除底把的半月型開口、滑套前部鋸齒紋、Marksman加深多邊型膛線等，並設有雙邊滑套釋放桿。
格洛克44使用專用的10發彈匣，並設有.22 LR彈匣常見的裝彈輔助器，其尺寸與格洛克19的15發彈匣一模一樣。有傳15發彈匣亦正在研發，但格洛克在發佈會上並未確認或否認。
格洛克44的滑套採用聚合物製，並配以採用nDLC表面處理鋼製滑軌的混合材料滑套，以保證其能以.22 LR相對較小的後座力可靠運作。同時配上可調式照門以提高準確度。
由於.22 LR為凸緣式底火彈藥，因此其操作部件與一般中央式底火彈藥槍械不同，因此格洛克44的上彈指示器從退彈勾改為膛室尾部上方的「幽靈洞」，供射手直接觀察是否有子彈在膛室內。而格洛克44的底把尺寸雖然跟格洛克19一模一樣，但官方表示因閉鎖件不同而兩者的底把不可互換。
除去上述差異，格洛克44本質上與格洛克19並無差別，因此可以較低價錢及較低後座力進行格洛克手槍的拆解、射擊訓練，同時亦能使用中央底火式格洛克手槍的槍套等配件，因此可作為初次射擊的入門槍械。亦因為格洛克44並無使用特規運作方式，因此它能進行空槍擊發而不會損壞槍枝本身。
由於格洛克花費3年研發才讓格洛克44有一定可靠性，因此表明不會推出MOS版本，因為MOS系統帶來的額外重量可能破壞現有的穩定可靠性。
格洛克亦同時推出了格洛克44的附槍口螺紋槍管，設有M9 x .75螺紋，並附有1/2×28螺紋轉接頭供用家連同抑制器同時使用。事實上，格洛克的工程師指出使用抑制器時所帶來的氣體回吹其實會讓格洛克44更可靠。

## 反應
由於格洛克在發佈前用上誇張的字眼，因此有很多人猜測格洛克會推出像是格洛克卡賓槍或擴展Gen5到如.40口徑等，因此發佈新產品為使用.22 LR的格洛克44時市場反應較為失望。

## 可靠性問題
格洛克44推出後不足一個月，便出現零星可靠性問題，如滑套破裂、退彈勾損壞、膛室外走火等。格洛克表示知悉此類可靠性問題，並正在作出評估。

## 資料來源
1. ↑  . us.glock.com.   [2019-12-10]. （原始内容存档于2021-01-30）.
2. ↑  . Guns and Ammo. 2012-10-04  [2019-12-10]. （原始内容存档于2021-01-16） （英语）.
3. ↑  . Guns.com. 2020-01-15  [2020-02-08]. （原始内容存档于2020-11-29） （美国英语）.
4. 1 2 3 4 5 6  . The Firearm Blog. 2019-12-16  [2019-12-17]. （原始内容存档于2019-12-17） （美国英语）.
5. ↑  . plink44.com.   [2019-12-10]. （原始内容存档于2021-02-24） （英语）.
6. ↑  . GLOCK.   [2019-12-10]. （原始内容存档于2021-01-28） （美国英语）.
7. 1 2  . The Firearm Blog. 2019-12-10  [2019-12-10]. （原始内容存档于2021-01-12） （美国英语）.
8. ↑  . GLOCK.   [2019-12-10]. （原始内容存档于2020-11-26） （美国英语）.
9. ↑  . The Firearm Blog. 2019-12-08  [2019-12-17]. （原始内容存档于2020-11-12） （美国英语）.
10. ↑  . glock.brand.live.   [2019-12-17]. （原始内容存档于2020-12-06）.
11. ↑  R, Daniel. . Firearm Rack. 2020-01-27  [2020-02-08] （美国英语）.
12. ↑  D'Costa, Ian. . Military Times. 2020-02-06  [2020-02-08]. （原始内容存档于2020-11-02） （美国英语）.

## 外部連結
- （英文）—格洛克44特設網頁 （页面存档备份，存于）
- （简体中文）—D Boy Gun World（GLOCK 44） （页面存档备份，存于）